# Gary Numan
Gary Numan, pseudonimo di Gary Anthony James Webb (Londra, 8 marzo 1958), è un cantante e musicista britannico.
È uno dei pionieri della musica new romantic, musica nata dalle sperimentazioni dei Roxy Music, dei tedeschi Kraftwerk e Neu!, nonché degli Ultravox! di John Foxx e del David Bowie della Trilogia di Berlino. Nel 1977 fonda il gruppo punk Tubeway Army e dopo il suo scioglimento nel 1979 intraprende la carriera solista.

## Biografia
Esordisce con i Tubeway Army nel 1978 pubblicando l'album omonimo che, sebbene molto interessante per l’utilizzo massiccio di sintetizzatori accanto alla classica strumentazione rock, ottiene scarso successo di vendite. Tutto cambia con il secondo album Replicas (1979): il brano Are 'Friends' Electric? diventa una mega-hit da classifica e raggiunge il primo posto in UK. Questo successo spinge Numan a sciogliere il gruppo e a continuare in veste solista, pur mantenendo intatto il sound che aveva caratterizzato le precedenti produzioni. Avrà un gruppo fisso con cui lavorerà in studio e dal vivo, composto dal batterista Cedric Sharpley, Paul Gardiner (ex-Tubeway Army, basso), Billy Currie (violino), proveniente dagli Ultravox, Christopher Payne (viola, tastiere) e Russell Bell (chitarra).
Entra nel mercato discografico a nome Gary Numan con il singolo di successo Cars, numero 1 in Gran Bretagna e numero 9 negli Stati Uniti d'America. Segue l'album The Pleasure Principle, numero 1 in Gran Bretagna e numero 16 negli Stati Uniti. Con Telekon, l'album successivo e suo ultimo numero 1 in Gran Bretagna, Numan decide di addolcire lo stile. In Dance, I, Assassin e Warriors, i suoi tre album seguenti, il suo pubblico si dirada: la new wave ha perso la spinta che aveva nel periodo 1980-1982 per lasciare la strada ad altre forme musicali. Numan continua a presenziare la zona bassa della classifica inglese e di quella americana, ma è sparito del tutto da quelle degli altri Paesi.
Numan dice di essere stato ispirato a un nuovo approccio alla sua musica e alla performance dal vivo dopo aver visto i Nine Inch Nails suonare nel 1994.
Con l'avvento massiccio di Internet, attorno ai primi anni del nuovo millennio, Numan ricrea un seguito cult attorno alla sua produzione e ripropone le atmosfere dark con affinità allo stile gothic metal. La sua produzione rimane comunque limitata alla distribuzione online e a un circuito di nicchia, abbandonando definitivamente l'esplosivo successo di Are 'Friends' Electric?.
Nei primi anni novanta conosce la sua fan Gemma O'Neil, che sposa nel 1998. La coppia vive negli Stati Uniti e ha tre figlie: Raven, Persia e Echo. Persia è apparsa come corista nel singolo "My name is Ruin" del 2017 e ha duettato con il padre nel suddetto brano dal vivo. Raven esordisce come artista solista nel 2023, aprendo le date londinesi della tourneè del padre dello stesso anno.
Attualmente vive e lavora a Los Angeles.

## Discografia

### Album in studio
- 1978 - Tubeway Army (come Tubeway Army)
- 1979 - Replicas (come Tubeway Army)
- 1979 - The Pleasure Principle
- 1980 - Telekon
- 1981 - Dance
- 1982 - I, Assassin
- 1983 - Warriors
- 1984 - Berserker
- 1985 - The Fury
- 1986 - Strange Charm
- 1988 - Metal Rhythm
- 1991 - Outland
- 1992 - Machine + Soul
- 1995 - Sacrifice
- 1997 - Exile
- 2000 - Pure
- 2006 - Jagged
- 2011 - Dead Son Rising
- 2013 - Splinter (Songs from a Broken Mind)
- 2017 - Savage (Songs from a Broken World)
- 2021 - Intruder

### Album live
- 1979 - Living Ornaments '79 and '80
- 1979 - Living Ornaments '79
- 1980 - Living Ornaments '80
- 1985 - White Noise - Live
- 1987 - Ghost
- 1989 - The Skin Mechanic
- 1994 - Dream Corrosion
- 1995 - Dark Light
- 1998 - Living Ornaments '81
- 1999 - The Radio One Recordings
- 2003 - Scarred
- 2004 - Live at Sheperds Bush Empire
- 2004 - Hope Bleeds
- 2005 - Fragment 1/04
- 2005 - Fragment 2/04
- 2007 - The Complete John Peel Sessions
- 2007 - Jagged Live
- 2008 - Engineers
- 2008 - Telekon - Live
- 2009 - Replicas Live

### Raccolte
- 1982 - New Man Numan: The Best of Gary Numan
- 1984 - The Plan
- 1987 - Exhibition
- 1990 - Asylum (solo Giappone)
- 1992 - Isolate: The Numa years
- 1993 - The Best of Gary Numan 1978-1983
- 1995 - The Story So Far 1993
- 1996 - The Premier Hits
- 1996 - New Dreams For Old 84:98
- 2002 - Exposure, The Best of Gary Numan 1977–2002
- 2003 - Hybrid
- 2004 - Resonator (Pioneer of Sound)
- 2008 - Jagged Edge

### Collaborazioni
- 1989 - Automatic (con Bill Sharpe)
- 1995 - Human (con Michael R. Smith)
- 2011 - My Machines (con i Battles)

### Remix
- 1996 - Techno Army Featuring Gary Numan (remix da vari DJ di brani di Gary Numan)
- 1998 - Random (02) (remix da Gary Numan di suoi brani)
- 1998 - The Mix (remix da vari DJ di brani di Gary Numan)

### Altri
- 1994 - The Radial Pair: Video Soundtrack (colonna sonora video The Radial Pair)
- 2008 - Replicas Redux (versione estesa rimasterizzata in occasione del "Replicas Classic Album Tour" del 2008)
- 2009 - The Pleasure Principle 30th Anniversary Edition (versione estesa rimasterizzata in occasione del "The Pleasure Principle 30th Anniversary Tour" del 2009)